# Trichthonius pulcherrimus
Trichthonius pulcherrimus är en kvalsterart som först beskrevs av Hammer 1958.  Trichthonius pulcherrimus ingår i släktet Trichthonius och familjen Cosmochthoniidae. Inga underarter finns listade i Catalogue of Life.